# Rambo (Name)
Rambo ist ein Name, der sowohl als Vor- als auch als Nachname verwendet wird. Der Name ist besonders durch den Film Rambo mit Sylvester Stallone bekannt geworden.  

## Namensherkunft
Rambo ist ein althochdeutscher Name, als typische Kurzform des Frühmittelalters über Rambod zu Rambald/Rambold oder Rambert. Er setzt sich aus den Wörtern hraban „Rabe“ und einem maskulinen Kürzel -o für die Silben bald „kühn“ oder beraht „glänzend, ruhmreich“ zusammen. Weiters:
- Rambod: Alter deutscher männlicher Vorname (ahd. hraban »Rabe« und altsächs. bodo »Gebieter«, später umgedeutet zu ahd. boto »Bote«).
- Rimbaud: Alter französischer Nachname (vgl. dort).
- Zur Herkunft des Namens im Film Rambo: siehe dort.

## Namensträger

### Familienname
- Cat Rambo (* 1963), US-amerikanische Science-Fiction-Autorin
- Christoffer Rambo (* 1989), norwegischer Handballspieler
- Dack Rambo (1941–1994), US-amerikanischer Schauspieler
- Dottie Rambo (1934–2008), US-amerikanische Gospel-Musikerin
- John Rambo (Politiker) (1661–1741), US-amerikanischer Politiker
- John Rambo (Leichtathlet) (1943–2022), US-amerikanischer Hochspringer
- Josef Rambo (1898–nach 1950), sächsischer Politiker
- Susan Miller Rambo (1883–1977), amerikanische Mathematikerin und Hochschullehrerin